# 霍普·芒罗
霍普·芒罗（英語：Hope Munro，1981年6月14日—），澳大利亚女子曲棍球运动员。她曾代表澳大利亚国家队参加2008年和2012年夏季奥林匹克运动会曲棍球比赛，均获得第五名。